# Jorge Serrano Elías
Jorge Serrano Elías, né le 26 avril 1945 à Guatemala, est un homme d'État et ingénieur industriel guatémaltèque. Il est président démocratiquement élu du Guatemala du 14 janvier 1991 au 1er juin 1993. Il occupe également la fonction de président du Conseil d'État durant la dictature militaire du général Efraín Ríos Montt.
Le 25 mai 1993, il tente un auto-coup d’État sur le modèle d’Alberto Fujimori au Pérou afin de se maintenir au pouvoir. La Constitution est suspendue, le Parlement et la Cour suprême sont dissous et les journaux d'opposition son censurés. Son coup d’État suscite l'opposition d'une très large majorité de la population et l’armée refuse de le soutenir. Quelques jours plus tard, il prend la fuite pour le Panama, pays dans lequel il demeure durant plusieurs décennies.

## Biographie

### Premières années
Né le 26 avril 1945 à Guatemala de l'union de Jorge Adán Serrano et Rosa Elías, cette dernière étant d'origine libanaise. Avocat, son père était un opposant notoire au régime dictatorial de Jorge Ubico,.
Il obtient un diplôme en génie industriel de l'université de San Carlos, puis étudie à l'université Stanford, où il obtient une maîtrise en enseignement de la physique et des mathématiques, une maîtrise en planification de l'éducation et un doctorat en éducation.

### Vie politique

#### Avant la présidence
À son retour au pays, Jorge Serrano Elías intègre la fonction publique et s'exécute à diverses activités témoignant de sa participation à la vie sociale du Guatemala. Protestant évangélique, il collabore avec diverses organisations religieuses afin de venir en aide à la population touchée par le tremblement de terre de 1976 ayant fait plusieurs milliers de morts et des dizaines de milliers de blessés au pays. Il publie également un essai dans lequel il critique les piètres conditions de vie des peuples indigènes du pays, ce qui lui vaut plusieurs menaces et l'incite à s'exiler aux États-Unis.
En 1982, il revient au pays puis est nommé président du Conseil d'État par le général et président Efraín Ríos Montt. Cette entité avait remplacé le Congrès guatémaltèque durant la présidence de facto de Ríos Montt, arrivé au pouvoir grâce à un coup d'État. Sous Serrano Elías, le Conseil d'État crée le Tribunal électoral suprême et fait voter une nouvelle loi sur les partis politiques.
Il joint ensuite le Parti démocratique pour la coopération nationale, cofondé par Virgilio Roberto Guzmán de la Paz, où il concourt en 1985 en tant que candidat présidentiel aux élections dans une coalition avec le Parti révolutionnaire. Celle-ci obtient la troisième place et 12,6 % des suffrages exprimés.
Il participe également, en compagnie de plusieurs personnalités politiques et religieuses du pays à la Commission de réconciliation nationale et signe l'Accord de base pour la recherche de la paix par des moyens politiques avec la guérilla représentée par l'Unité révolutionnaire nationale guatémaltèque (URNG) en mars 1990 à Oslo, et ce, dans l'objectif de mettre fin à la guerre civile guatémaltèque,.
En 1990, il fonde le parti Mouvement d'action solidaire et est candidat présidentiel aux élections de 1990-1991. Arrivé second au premier tour électoral, il remporte cependant le deuxième tour face au journaliste Jorge Carpio Nicolle de l'Union du centre national.

#### Présidence du pays
Jorge Serrano Elías arrive au pouvoir le 14 janvier 1991, succédant ainsi à Vinicio Cerezo. Il est le deuxième président protestant du Guatemala après Efraín Ríos Montt et le premier depuis des décennies à accéder pacifiquement et constitutionnellement à la présidence du pays depuis l'opposition. Son parti n'obtient cependant que 18 députés sur 116 au Congrès, ce qui le contraint à former une alliance avec les démocrates-chrétiens et l'Union du centre national.
Le gouvernement Jorge Serrano Elías met en place le Bono 14, soit un salaire supplémentaire pour les travailleurs guatémaltèques. Il renforce également le commandement civil dans les forces armées en remplaçant plusieurs officiers de haut rang. En outre, il poursuit les négociations de paix avec la guérilla dans le cadre de la guerre civile, qui aboutissent plus tard à la signature d'accords de paix par son ministre des Affaires étrangères de l'époque et président du Guatemala de 1996 à 2000, Álvaro Arzú. Le 25 juillet 1991, l'Accord de Querétaro est signé, établissant le cadre de la démocratisation pour la recherche de la paix par des moyens politiques. C'est alors la première fois que des représentants de l'armée guatémaltèque s'assoient à la table des négociations avec des membres de l'URNG.
Au cours de son gouvernement, Serrano Elías prend la mesure impopulaire de reconnaître l'indépendance du Belize, un territoire contesté par le Guatemala depuis le XIXe siècle, et ce, dans l'objectif éventuel de porter le litige frontalier devant la Cour internationale de justice de La Haye.

#### Coup d'État
Le 25 mai 1993, Jorge Serrano Elías tente un auto-coup d’État comportant plusieurs caractéristiques communes avec celui orchestré par Alberto Fujimori au Pérou. Cet exercice est communément nommé le « Serrazano » en l'honneur de son auteur, qui procède à la suspension de la constitution du pays, dissout le Congrès et la Cour suprême. La censure est alors imposée et les garanties civiles suspendues soi-disant pour lutter contre la faiblesse institutionnelle et la corruption.
Cet événement suscite des protestations de colère dans de vastes secteurs de la société ainsi que dans la communauté internationale. De son côté, l'armée choisit de ne pas soutenir Serrano, qui démissionne le 1er juin 1993 et est remplacé par son vice-président Gustavo Adolfo Espina Salguero pendant quelques jours avant de voir sa nomination rejetée par le Congrès, puis par Ramiro de León Carpio.

### Après la politique
Après sa démission, Jorge Serrano s'exile au Panama où il vit depuis avec sa famille comme investisseur immobilier. Le Guatemala tente d'obtenir son extradition en vain, notamment en 2003 où la justice guatémaltèque émet un ordre de capture international à son sujet pour détournement de fonds, escroquerie, rébellion et usurpation de fonctions. En 2018, Jorge Serrano est toujours en exil au Panama.